# Kiribati
République des Kiribati
(en) Republic of Kiribati 
(gil) Kiribati 
Les Kiribati (prononcé /kiʁibati/ ou /kiʁibas/), en forme longue la république des Kiribati ou république de Kiribati, (en gilbertin : Kiribati ; en anglais : Republic of Kiribati), anciennement connues sous le nom des îles Gilbert, sont un État archipélagique en Océanie, composé de trois archipels de l'océan Pacifique : les îles Gilbert proprement dites, les îles Phœnix et la majeure partie des îles de la Ligne ainsi que de Banaba.
Les Kiribati sont constituées par ces trois archipels principaux, comprenant en tout 32 atolls et Banaba, une « île haute », située plus à l'écart, plus proche de Nauru que de Tarawa.
Les Kiribati se trouvent à cheval sur l'équateur et sur l'antiméridien 180°, à la fois en Polynésie et en Micronésie. Les îles Gilbert se situent au sud-sud-est des îles Marshall, au nord-est des îles Salomon et au nord-nord-ouest des Tuvalu. Les îles Phœnix, quant à elles, sont situées au nord de Tokelau et au sud-est des îles américaines Baker et Howland. Enfin les îles de la Ligne, les plus orientales, se situent au nord-nord-ouest de Bora-Bora et de Tahiti, en Polynésie française, et au sud de l'archipel d'Hawaï. La capitale, Tarawa-Sud, qui regroupe plus de la moitié de la population de la république (2020), dans le nord des îles Gilbert, se situe à 670 km au sud-sud-est de Delap-Uliga-Darrit aux îles Marshall, à 1 294 km au nord de Funafuti aux Tuvalu et à 1 871 km au nord-est de Honiara aux îles Salomon.
Si l'étroitesse des terres émergées en fait l'un des plus petits pays du monde (811 km2), la dispersion des îles permet aux Kiribati de revendiquer une zone maritime de 3 550 000 km2. 11 % de ce territoire (410 500 km2) fait l'objet depuis 2008 de mesures de protection sous le nom d’« aire protégée des îles Phœnix » (l'une des trois plus grandes aires protégées au monde).

## Prononciation et étymologie
Deux prononciations sont possibles en français : /kiribas/ et[réf. nécessaire] /kiribati/. /kiribas/ est la prononciation la plus proche du gilbertin, où la syllabe -ti transcrit le son /s/.
Le nom actuel des Kiribati a été choisi lors de l'indépendance en 1979. C'est la façon en gilbertin de prononcer et d'écrire le mot anglais Gilberts (Gilberts ou Gilbert Islands est le nom anglais des îles Gilbert).
En 1820, ces îles avaient été nommées ainsi, mais en français, par l'amiral russe germano-balte Johann Adam von Krusenstern, dénomination confirmée par le capitaine français Louis Duperrey. Ce nom avait été choisi en référence au capitaine britannique Thomas Gilbert qui, de concert avec John Marshall, avait croisé en 1788 certaines îles de l'archipel lors de leur passage entre Port Jackson et Canton,,. Les cartes publiées par Krusenstern et Duperrey étaient rédigées en français. Cependant une tradition anglo-américaine, notamment après l'expédition Wilkes, a parfois consisté à les désigner sous le nom d'îles Kingsmill, comme elles figurent à la fin du roman Moby-Dick d'Herman Melville, nom qui a été peu à peu supplanté par celui de Gilbert, comme dans l'arrêté en conseil britannique du Pacifique occidental (1877) ou encore l'arrêté en conseil du Pacifique de 1893. Le nom du protectorat britannique de 1892 comporte donc le nom des îles Gilbert ainsi que dans celui de la colonie britannique de 1916, les îles Gilbert et Ellice. Il demeure son nom après la séparation des Tuvalu, intervenue en octobre 1975. Le gentilé Kiribati apparaît à l'écrit dès 1895, mais ne décrit pas le nom du pays. Sa première mention dans un dictionnaire comme nom de l'archipel figure dans le Dictionnaire gilbertin-français d'Ernest Sabatier de 1952.
Il a été parfois souligné que le nom vernaculaire des îles Gilbert, antérieur à la colonisation, était bien Tungaru, mais sir Ieremia Tabai, le dernier ministre en chef de la colonie et futur premier chef de l’État, lui a alors préféré la forme Kiribati, en raison de la proximité graphique de Tungaru avec Tuvalu et Tonga mais aussi en raison de sa distance avec le mouvement associatif culturel Tungaru de Reuben Uatioa qui avait donné naissance en 1965 au premier parti nationaliste de l'archipel, le Gilbertese National Party (en).

## Histoire

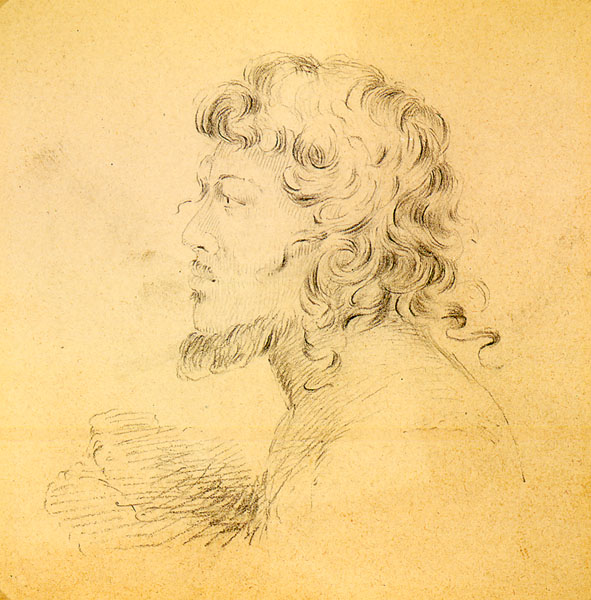
Portrait d'un natif des îles Makin en 1841.

Les Kiribati sont habitées depuis environ deux mille ans, peut-être davantage, par un peuple austronésien, parlant une seule et même langue océanienne, le gilbertin, en contact épisodique avec des Samoans, des Tongiens et des Fidjiens.

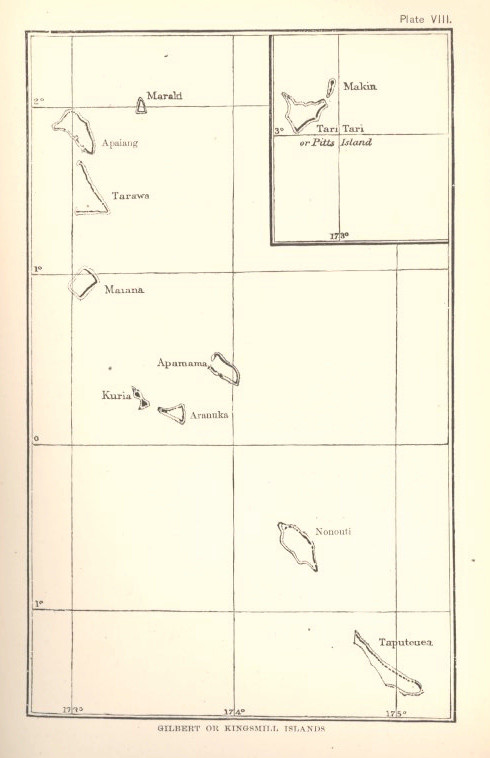
Carte des îles Gilbert ou Kingsmill, 1890, sans les îles du Sud.

À l'écart des principales routes océaniennes, les futures Kiribati n'ont été découvertes par des explorateurs européens qu'assez tardivement, de façon exhaustive seulement au tout début du XIXe siècle. Elles doivent leur nom d'îles Gilbert à l'amiral Adam Jean de Krusenstern qui les baptisa ainsi, en français, vers 1820, du nom du capitaine de la Royal Navy Thomas Gilbert qui les avait traversées de conserve avec le capitaine John Marshall, sans y faire escale, en 1788.
En 1892, le Royaume-Uni place sous son protectorat les îles Gilbert, les îles Ellice (devenues aujourd'hui Tuvalu) mais aussi les îles de l'Union (jusqu'en 1925-1948, devenues depuis Tokelau). Les îles Gilbert et Ellice deviennent le 12 janvier 1916 une colonie britannique, comprenant également l'île Ocean (devenue Banaba en 1979), Fanning et Washington (depuis 1901), ainsi que Christmas (à partir de 1919).
La colonie des îles Gilbert subit l'occupation japonaise pendant la Seconde Guerre mondiale, à partir de la fin 1941. La sanglante bataille de Tarawa y met partiellement fin en novembre 1943. Ocean, alors capitale de la colonie, n'est libérée qu'en août 1945, après des crimes contre l'humanité. La population de l'île Ocean ayant survécu est alors déportée sur Rabi (Fidji) fin 1945.
Peu à peu, après une brève occupation militaire américaine et le retour des Britanniques, une certaine autonomie est progressivement concédée à ces territoires épars. En 1978, l'indépendance est définitivement accordée aux îles Ellice, séparées des Gilbert depuis octobre 1975 (de facto au 1er janvier 1976), et qui prennent alors le nom de Tuvalu (« huit îles ensemble »). Les Kiribati accèdent à leur tour à leur indépendance sous leur nouveau nom le 12 juillet 1979, une fois réglé le contentieux de l'île Ocean.
Depuis son indépendance, la république connaît une renaissance culturelle polynésienne, une vie politique démocratique, et devient membre des Nations unies en 1999. Teburoro Tito, président réélu pour un troisième et dernier mandat, est remplacé par l'opposant Anote Tong, du parti Boutokaan te koaua, réélu ensuite à deux reprises, en 2007 et en 2012. En mars 2016, l'opposant Taaneti Mwamwau lui succède, réélu en 2020 pour un second mandat.
En 2019, le gouvernement décide de rompre ses liens avec Taïwan, pour se rapprocher de Pékin. En 2022, les liens avec la Chine se sont renforcés avec la signature d'accords de coopération.

## Politique

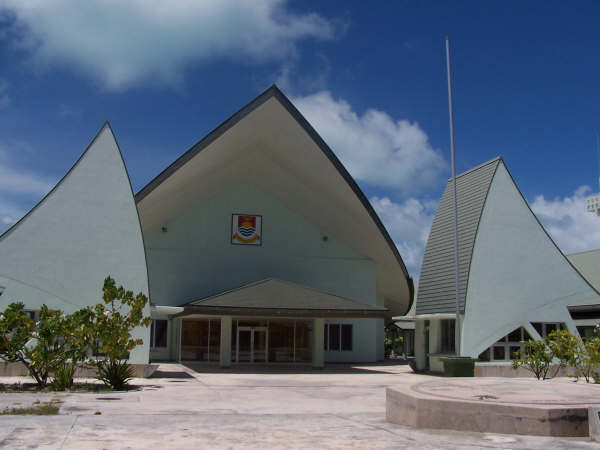
La Maneaba ni Maungatabu à Ambo (2000).

Les Kiribati sont une république parlementaire depuis leur indépendance en 1979. Le parlement des Kiribati, appelé Maneaba ni Maungatabu (« la maison commune de la montagne sacrée »), est élu tous les quatre ans et se compose de 45 représentants dont 44 élus (voir Élections législatives kiribatiennes de 2020).
Le président s'appelle Te Beretitenti (« le président » en gilbertin) ; il est à la fois le chef de l'État et du gouvernement. Il est élu au suffrage universel direct, parmi les trois ou quatre candidats proposés par le parlement en son sein, selon la méthode Borda. Une fois élu, le Président choisit son vice-président et nomme le Cabinet (en), sans dépasser un total de dix ministres (jusqu'à la réforme constitutionnelle de 2016 qui en autorise 14). La dernière élection présidentielle a eu lieu le 22 juin 2020. Pour la première fois, en 2020, il n'y a eu que deux candidats, présentés par le Parlement, ce qui a été validé par la Haute-Cour de Justice.
Chacune des vingt-et-une îles habitées possède son propre « conseil local » (Council) chargé des affaires quotidiennes. L'atoll de Tarawa, où se trouve la capitale Tarawa-Sud et l'essentiel du gouvernement, possède trois conseils urbains distincts : Betio (BTC), Tarawa-Sud sans Betio (TUC) et Tarawa-Nord (ETC). Il existe également deux conseils distincts sur Tabiteuea, Nord et Sud.

## Subdivisions
La constitution du 12 juillet 1979 (tableau 2, §132) ne subdivise pas la république en archipels ou districts mais donne la liste exhaustive des îles qui la composent, avec leur orthographe officielle (et les variantes autorisées comme indiqué dans l'article « Géographie des Kiribati »). Les îles de la Ligne et les îles Phœnix sont toutefois regroupées administrativement sous la juridiction d'un seul ministère décentralisé (Ministry of Line and Phoenix Islands Development (en)), basé à London sur l'île Christmas.

## Géographie

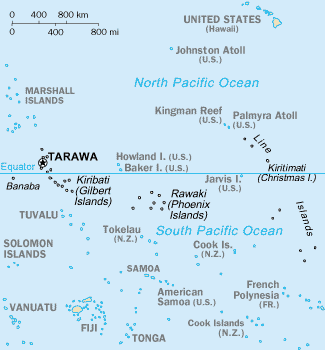
Carte des Kiribati.

Les Kiribati se composent de trois archipels : les îles Gilbert (seize îles) à 1 500 kilomètres au nord des Fidji, les îles Phœnix (huit îles) à environ 1 800 kilomètres à l'est-sud-est des îles Gilbert et les îles de la Ligne (onze îles, dont trois habitées) à environ 3 300 kilomètres à l'est des îles Gilbert, ainsi que d'une île isolée à l'ouest, Banaba. Cette dernière est l'ancienne île à phosphate, baptisée Ocean Island, annexée le 26 septembre 1901, puis rattachée à la colonie par les Britanniques qui en ont également fait leur capitale administrative (les gisements de phosphate furent épuisés en 1979, l'année de l'indépendance). Les îles de la Ligne comprennent également l'île Jarvis, le récif Kingman et l'atoll Palmyra mais ceux-ci sont administrés par les États-Unis.
Les 33[Passage contradictoire] îles (qui sont toutes des atolls sauf Banaba) sont réparties en trois archipels :
- les îles Gilbert : Abaiang, Abemama, Aranuka, Arorae, Beru, Butaritari, Kuria, Makin (autrefois, Petite-Makin), Maiana, Marakei, Nikunau, Nonouti, Onotoa, Tabiteuea, Tamana, Tarawa ;
- les îles Phœnix : Birnie, Canton (ou Kanton ou encore Abariringa), Enderbury, Manra (ou Sydney), McKean, Nikumaroro (ou Gardner), Orona (ou Hull), Rawaki (ou Phoenix), récif de Winslow. Seule Canton est habitée en permanence par une vingtaine de résidents venus des Gilbert depuis la fin des années 1930, tandis qu'une nouvelle tentative de colonisation sur Orona était en cours depuis 2001 mais n'a pas abouti ;
- les îles de la Ligne : l'île Caroline (ou île du Millénaire, baptisée ainsi en 2000 pour être la première terre où le soleil du IIIe millénaire s'est levé), récif de Filippo, l'île Flint, l'île Christmas ou Kiritimati, le plus vieux[37] et le plus grand atoll terrestre au monde), l'île Malden, l'île Starbuck, Tabuaeran (ou île Fanning), Teraina (ou île Washington), l'île Vostok. Seules les îles Christmas, Fanning et Washington sont habitées de façon permanente (population en provenance des Gilbert et des Ellice depuis la dernière guerre, qui a supplanté les rares colons dans les plantations de cocotiers américaines ou françaises — qui embauchaient entre les deux guerres surtout de la main-d'œuvre polynésienne des Tokelau ou de Tahiti).

La quasi-totalité de ces îles sont des atolls qui dépassent à peine le niveau de la mer : si on ne compte pas Banaba, seule île « haute », qui culmine à 81 mètres, le sommet de ces atolls est la colline de Joe, une dune d'une douzaine de mètres de haut, sur l'île Christmas. À l'exception de celui de Christmas, qui est le plus ancien au monde, il est probable que ces atolls n’ont complètement émergé, à partir de « makatea », qu'au tout début de l'ère chrétienne (ce qui correspond à leur occupation humaine), l'holocène (6000 av. J.-C.) correspondant à un niveau de la mer supérieur à l'actuel de 1 à 1,5 m environ.

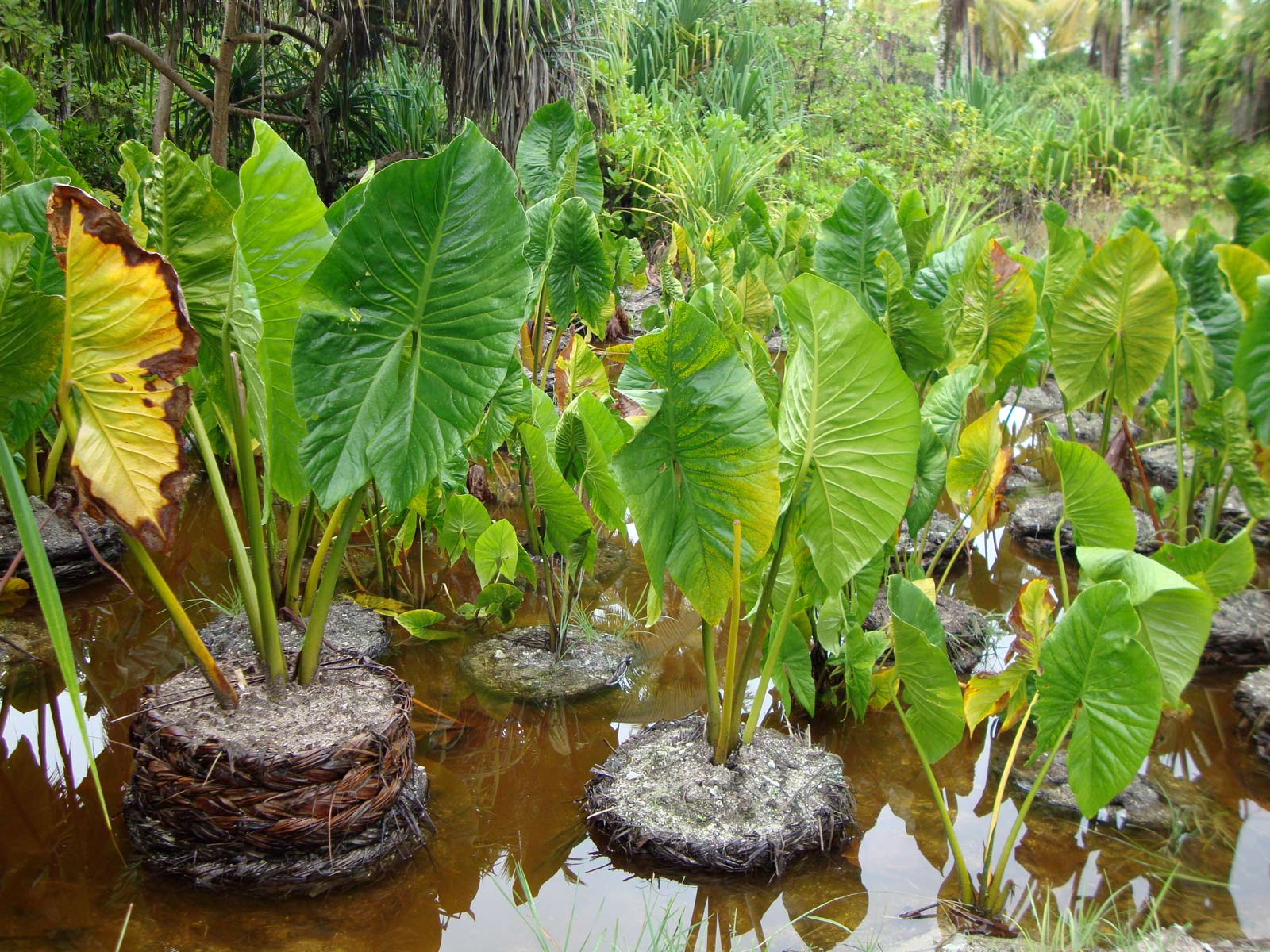
Babai, taro géant des marais à Butaritari.

La faible épaisseur du sol, quasi inexistant, implique une maigre végétation, d'origine humaine pour l'essentiel, en dehors des cocotiers et des pandanus, omniprésents, et entraîne de grandes difficultés pour l'agriculture, limitée, pour l'essentiel, à la récolte du coprah, du karewe (sève fraîche du cocotier) et du babai, taro local, le taro géant des marais (Cyrtosperma chamissonis). Cultures également de l'arbre à pain, de la banane et du pandanus (pour ses fruits, ses feuilles et son bois).
Un traité signé à Tarawa-Sud le 18 décembre 2002 délimite les frontières maritimes entre la République française (Polynésie française) et les Kiribati (îles de la Ligne).

### Montée des eaux océanes et recherche d'un nouveau territoire
L'altitude des Kiribati n'étant pas élevée, la menace que ces îles soient submergées par la montée du niveau des eaux océanes est réelle.
Le président Anote Tong a déclaré, en mars 2012, que son gouvernement était alors en pourparlers avec celui des Fidji afin de leur acheter quelque 2 000 hectares de terre. La population serait le cas échéant transportée sur son nouveau territoire, situé à environ 2 000 kilomètres. Ces terres, le Natoavatu Estate, de 22 km2, ont été achetées en 2014 à l'église anglicane aux îles Fidji. Comme alternative, Anote Tong avait évoqué le transfert de la population en Australie ou en Nouvelle-Zélande, la possibilité de construire des îles artificielles ou encore de s'installer sur des plates-formes pétrolières,.

## Environnement
Les Kiribati abritent une biodiversité terrestre et surtout marine très riche. Le Pacifique central est resté longtemps protégé de la grande pêche, mais sa richesse en poissons (thons notamment) et la raréfaction de ces derniers ailleurs en fait une zone aujourd'hui très convoitée des flottes de pêche industrielle, et l'une des zones les plus concernées par les enjeux de surpêche.
En 2008, à mi-chemin entre les Hawaï et les Fidji, un secteur marin de 410 500 km2 presque aussi vaste que la Californie, comptant des montagnes sous-marines et des eaux pélagiques et récifales parmi les plus biologiquement riches du monde (mais aussi parmi les plus intensément pêchées au monde) est théoriquement classé en « aire marine protégée des îles Phoenix » (ou PIPA, pour Phoenix Islands Protected Area, « aire protégée des îles Phœnix »), en partenariat avec l'ONG « Conservation International » et l'Aquarium de Nouvelle-Angleterre (de Boston), mais d'abord sans règlement très contraignant : la pêche n'était interdite qu'autour de quelques îles inhabitées, dans 3 % des 408 250 km2 mis en réserve, ce qui a suscité de nombreuses critiques de spécialistes de la conservation (par exemple Peter Jones, de l'University College de Londres a qualifié le PIPA d’« escroquerie »).
Elle fait partie des biens naturels qui ont été proposés en vue de leur inscription sur la Liste du patrimoine mondial en 2010, ce qui est la toute première inscription pour les Kiribati (obtenue le 2 août 2010).
Il était prévu que fin 2014, 25 % de l'aire protégée soit interdite à la pêche, mais selon John Hampton avec 50 000 tonnes de thon pêchées chaque année dans le territoire des îles Phoenix, il s'agit encore en 2014 de l'« aire marine protégée » la plus pêchée et surexploitée au monde. Les administrations insulaires manquent en outre de moyens de contrôle en mer. Et pour J. Hampton, même une protection totale pourrait être insuffisante, car l'aire PIPA ne représente que 11 % de la zone économique exclusive (ZEE) de Kiribati, « de sorte que la fermeture n'aura pas beaucoup d'effet sur le taux de capture par les entreprises de pêche ».
Les Kiribati pourraient obtenir une aide à l'étude scientifique de ce territoire (cinq millions de dollars apportés par le philanthrope Ted Waitt (en), fondateur de la société informatique Gateway). En échange, dès le lendemain de cette nouvelle, le 29 janvier 2014, le président Anote Tong annonce l'interdiction — avant la fin de l'année — de toute pêche commerciale dans toute la zone du PIPA, notamment parce que, rappelle-t-il, cette réserve est « une zone de frai importante pour le thon, donc sa fermeture aura une contribution majeure à la conservation et le rajeunissement des stocks de poissons et à la sécurité alimentaire mondiale ». Il s'agit notamment de protéger les dernières grandes zones de frai du thon obèse, très recherché par les producteurs de sushis afin que cette espèce puisse continuer à faire l'objet d'une pêche durable.
De 2008 à 2015, Kiribati n'avait fait « aucun effort pour éloigner les bateaux de pêche des récifs situés autour des îles » ; cependant, la PIPA se trouvant dans une ZEE, l'effectivité de l'interdiction devrait être techniquement facilitée par l'obligation qu'a tout navire de pêche d'être agréé et de transmettre en permanence sa position. De plus, si la pêche est clairement interdite dans toute l'aire protégée, il sera plus difficile de tricher note Alan Friedlander, qui estime qu'à cette condition, dans l'aire protégée les espèces pélagiques et coralliennes devraient retrouver des densités de populations naturelles et que les tortues, oiseaux et d'autres victimes collatérales de la surpêche bénéficieront aussi de ces mesures de protection.

## Économie
Parmi les pays les moins avancés, les Gilbertins disposent d'un PNB par habitant de 1 681 dollars australiens par an (2018 est.). Les Kiribati ont peu de ressources naturelles à l'exception des ressources halieutiques. Les anciens gisements de phosphates, commercialement exploitables, ont été épuisés à l'heure de l'indépendance. Le coprah et la pêche représentent actuellement la majeure partie de la production et des exportations (y compris sous forme de poissons d'aquarium). Elles s'élèvent à un peu plus de six millions de dollars américains — à comparer aux importations, 44 millions en 1999.
Le PIB des Kiribati atteignait 80,2 millions USD en 2006. Le PNB représente 263,214 millions de dollars australiens en 2018 (est.). L'économie a fortement fluctué ces dernières années et n'a pas progressé au rythme de la forte croissance démographique.
Le développement économique est fortement limité par le manque de ressources naturelles, d'ouvriers qualifiés (à l'exception toutefois de marins, bien formés par le Marine Training Centre (en) à Betio et très demandés en Allemagne et depuis 2001 aux États-Unis), la faiblesse de l'infrastructure et l'éloignement des marchés internationaux.

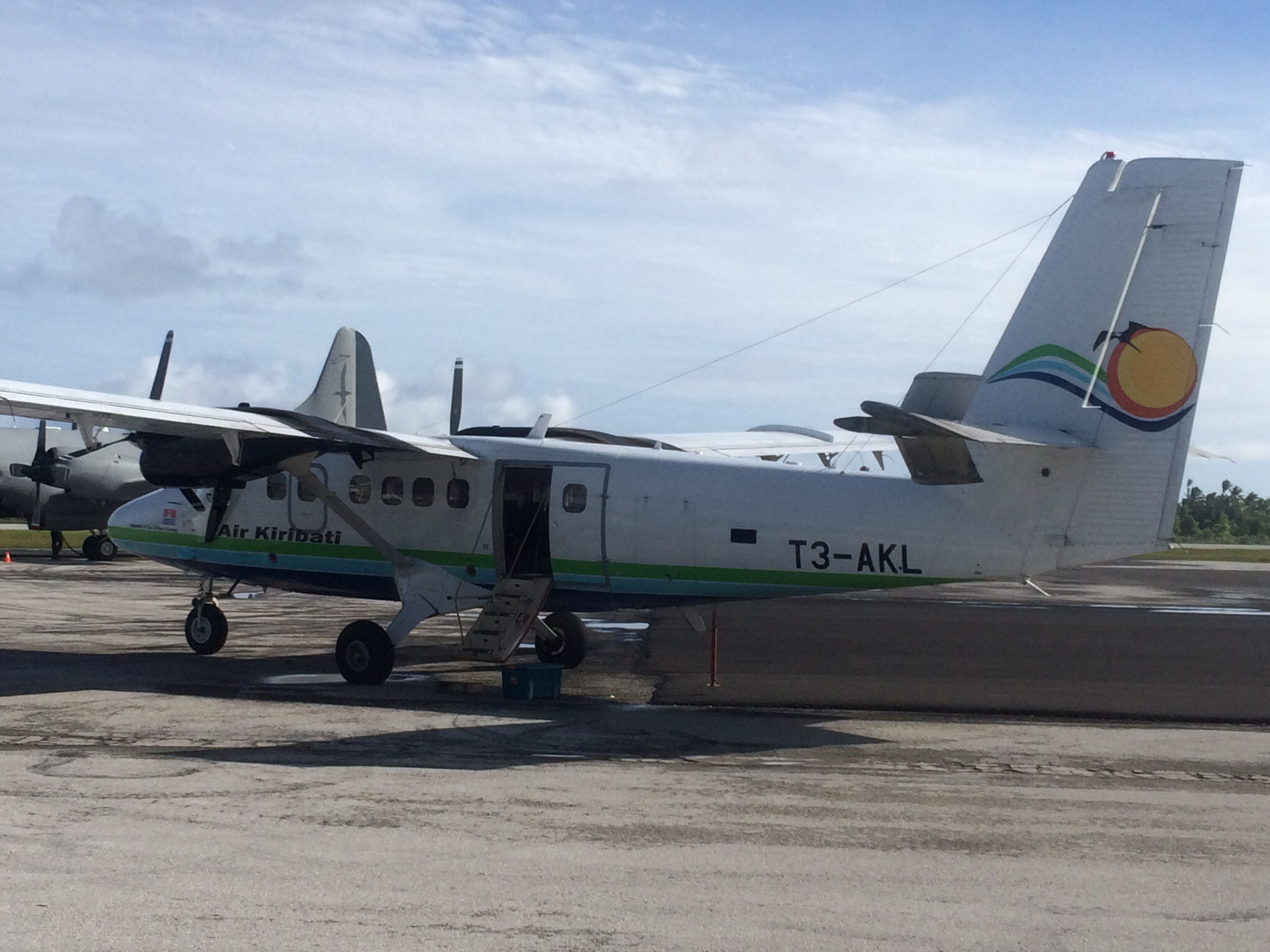
Avion d'Air Kiribati à Bonriki.

Les liaisons aériennes intérieures sont assurées par deux compagnies concurrentes, Air Kiribati et la plus récente Coral Sun Airways qui n'assure plus de vols réguliers. Les liaisons aériennes internationales sont souvent problématiques, surtout depuis qu'Air Kiribati, la compagnie nationale, a définitivement renoncé (en mars 2004) au seul avion qui lui permettait de relier les Fidji et les Tuvalu (avec un ATR 72) ainsi qu'au seul charter (un Boeing 737), assuré par Aloha Airlines (en faillite), qui reliait chaque semaine Honolulu à Christmas. En 2016, c'est donc Fiji Airways et Air Nauru qui relient deux fois par semaine Bonriki au reste du monde. Air Marshall Islands a été un moment la seule compagnie qui reliait également Tarawa depuis Majuro (Marshall) avec, à l'occasion, des liaisons effectuées par Air Nauru, quand son seul avion à réaction n'était pas placé sous séquestre. Fin 2019, Air Kiribati a acheté un Embraer 190 E-2 mais ce dernier avion n'a effectué qu'un vol inaugural sans passagers, en février 2020, entre Brisbane et Tarawa et reste depuis stationné à Brisbane depuis son acquisition. Une deuxième livraison de 190 E-2 était prévue en 2020, mais n'a pas été effectuée. Air Kiribati, compagnie gouvernementale, assure les liaisons intérieures régulières entre les îles Gilbert (à l'exception de l'île de Banaba sans aérodrome), mais n'assure pas de liaison directe inter-archipels, vers les Phœnix ou les îles de la Ligne. Air Kiribati assure en revanche les vols internes aux îles de la Ligne depuis la récente réouverture de pistes (2018) sur Teraina et Fanning. Coral Sun Airways est une compagnie privée qui dessert sur demande les îles Gilbert, mais aussi les Fidji et la Nouvelle-Zélande, toujours sur demande.
Les principaux aéroports sont ceux de  Bonriki (Tarawa-Sud) et de Cassidy sur l'île Christmas :
| Nom                   | Code AITA | Code OACI | Longueur de piste | Largeur de piste | Altitude | Latitude (Déc) | Longitude (Déc) |
| --------------------- | --------- | --------- | ----------------- | ---------------- | -------- | -------------- | --------------- |
| Bonriki International | TRW       | NGTA      | 2 011 m           | 43 m             | 2 m      | 1.380          | -173.150        |
| Christmas Island      | CXI       | PLCH      | 2 103 m           | 29 m             | 1 m      | 1.990          | -157.350        |

Le tourisme fournit plus d'un cinquième du PIB, mais il reste assez limité, en raison surtout du transport aérien difficile (deux principaux hôtels situés à Tarawa-Sud dont l'un des deux est un hôtel gouvernemental (les deux sont fermés pour travaux depuis 2019) ; un autre hôtel gouvernemental se trouve à Christmas). Des motels privés et autres resorts ont été ouverts depuis 2000.
L'aide financière étrangère, provenant en grande partie du Royaume-Uni, de plus en plus souvent remplacé par la Nouvelle-Zélande, de l'Australie, de l'Union européenne et du Japon, apporte un complément important à l'économie, (entre un quart et la moitié du PIB ces dernières années, 15,5 millions de dollars américains en 1995). Mais ce sont surtout les droits de pêche payés par l'Union européenne, la Corée du Sud ou auparavant par Taïwan qui représentent l'essentiel des revenus. Depuis le rétablissement des relations diplomatiques avec la Chine en 2019, cette dernière affiche une aide internationale conséquente.
La plupart des Gilbertins ont des activités de subsistance (pêche, culture de légumes et de fruits) qui améliorent leur quotidien.
Les télécommunications sont chères et le service est nettement insuffisant. Il n'y a pas de service d'accès par large bande et la compagnie nationale, TSKL qui avait le monopole, proposait Internet à un des tarifs les plus chers au monde[réf. nécessaire]. TSKL a été rachetée par Vodafone Fiji, qui est une filiale de Amalgamated Telecom Holdings (ATH), une compagnie fidjienne désormais également concurrencée par Ocean Link, une autre compagnie privée.
Depuis début 2007, les Kiribati se sont lancées dans la commercialisation de pavillons de complaisance, en immatriculant à Tarawa des bateaux de tous horizons, espérant ainsi diversifier leurs ressources économiques. Voir aussi : Kiribati et l'affaire “Ocean Jasper”.

## Monnaie
La devise officielle est le dollar australien. Le dollar des Kiribati n'existe, à parité 1:1, que pour des émissions de pièces commémoratives.

## Démographie

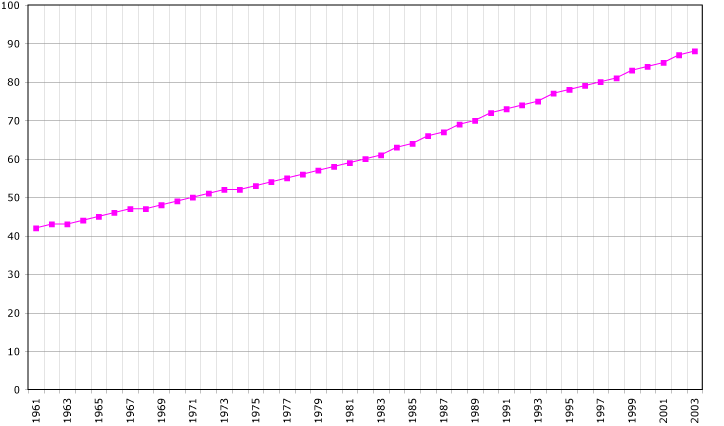
Évolution de la démographie entre 1961 et 2003 (chiffre de la FAO, 2005). Population en milliers d'habitants.

Les habitants sont des Gilbertins (en gilbertin, I-Kiribati). Ils sont en forte croissance démographique (+ 2,3 % par an ; 4,3 enfants par femme) et atteignent les 121 000 habitants en 2021. Le recensement de 2015, dont les résultats sont publiés en octobre 2016, donnait 110 110 habitants en octobre 2015, avec pour la première fois un ralentissement du taux de natalité. Les densités non-urbaines sont parmi les plus fortes du monde, notamment à Betio, sur l'atoll de Tarawa (12 000 hab./km2). Tandis que l'anglais est la langue utilisée par la constitution, pour les lois et les actes officiels, le gilbertin (te taetae ni kiribati) est la langue vernaculaire habituelle, largement parlée par la totalité des habitants de la république (une langue austronésienne, descendante du proto-océanien, reconnue à parité à l'anglais par la constitution de 1979). Seules des minorités négligeables parlent également tuvaluan (0,3 % de la population, ce sont les descendants des habitants des îles Ellice restés sur place lors de la séparation des Tuvalu en 1976). Le gilbertin est également parlé aux Tuvalu (sur une île, Nui), aux Fidji (île Rabi depuis 1945) et aux Salomon, ainsi que par les quelques expatriés en Nouvelle-Zélande et aux États-Unis (Hawaï).
Le christianisme est la religion principale dans le pays, parfois mélangé à quelques pratiques résiduelles de croyances ancestrales (de type animiste). La majorité des chrétiens sont catholiques (diocèse de Tarawa et Nauru) mais la Kiribati Uniting Church (KUC, ancienne KPC, congrégationalistes unitaires) est très bien représentée, dépassant plus d'un tiers de la population (de même que les mormons et des Églises protestantes comme les adventistes et la Church of God, ces derniers très minoritaires). La foi baha'ie est également assez répandue depuis les années soixante, surtout à Tarawa et à Christmas (moins de 3 %).
Lors du recensement de 2005, où les religions étaient déclarées, la répartition sur 92 533 Gilbertins a été la suivante :
- Catholiques romains : 51 144 ;
- KPC : 33 042, (devenue depuis KUC, avec une scission ultérieure KPC) ;
- Mormons : 2 910 ;
- Baha'i : 2 034 ;
- Adventistes du 7e jour : 1 756 ;
- Church of God : 364 ;
- Autres : 1 238 ;
- Aucune : 23 ; ou non-répertorié : 22.

## Culture
Sir Arthur Grimble, bien après Robert Louis Stevenson, a fait connaître au reste du monde cette culture originale, grâce à des émissions populaires sur la BBC et à des livres comme Pattern of Islands. Les travaux scientifiques majeurs ont d'abord été entrepris par Harry Maude (le premier commissaire-résident britannique à être également anthropologue). En France, les travaux ont surtout été effectués par Jean-Paul Latouche, ancien président de la Société des océanistes (Musée de l'Homme), puis par Anne Di Piazza et Guigone Dumas. La langue gilbertine a été d'abord décrite (et écrite) par le révérend Hiram Bingham Jr. à la fin du XIXe siècle, puis codifiée tout au long du XXe siècle par des missionnaires (français et catholiques surtout), comme le Révérend Père Ernest Sabatier et son très complet Dictionnaire gilbertin-français (Tabuiroa, 1952-1954), traduit en anglais par sœur Olivia (édition de la commission du Pacifique Sud). Si, faute de moyens, la littérature écrite reste encore peu développée, les chants et surtout les danses traditionnelles (te mwaie), très codifiées, et particulièrement chères à Stevenson, constituent le mode d'expression artistique privilégié des Gilbertins.
Dans sa thèse de doctorat Tradition, Change, and Meaning in Kiribati Performance, le premier travail aussi exhaustif consacré à ces îles, Mary Elizabeth Lawson a écrit comment les Gilbertins décrivent leurs danses comme bai n abara, « une chose de notre terre », trouvant son origine dans les bakatibu, les ancêtres (1989, 79).
Avec les habitants des Marshall et des îles Carolines voisines, les Gilbertins sont des spécialistes reconnus des pirogues à balancier, connues pour leur extrême rapidité et leur maniabilité (cf. We, the Navigators).
Si la maneaba (maison commune) constitue le centre incontournable de la vie communautaire et l'esprit du katei ni Kiribati (façon gilbertine), les personnes (te aomata) y sont censées respecter les anciens codes connus comme te bunna (protection), te kareka (écouter les avis), te betia (rester à l'écart du danger), te boia (être aimé), te reita (garder de bonnes relations), te baema (rester avec son groupe). Dans cette société très traditionnelle où la télévision hertzienne n'est pas diffusée, l'alphabétisation est cependant très importante.

### Langue
Langue du groupe océanien, descendante donc d'anciens locuteurs partis de Taïwan et ayant voyagé à travers l'Insulinde (parlant proto-austronésien, famille austronésienne, comme les autres malayo-polynésiens) cette langue fait partie du sous-groupe dit micronésien de l'océanien (en anglais : Nuclear Micronesian) mais semble avoir été influencée, plus tardivement, par les langues polynésiennes proprement dites (Samoa et Tuvalu surtout).
Parlée par un peu plus de 120 000 locuteurs (en complément de l'anglais, enseigné en fin d'école primaire et compris par les jeunes et les citadins), le gilbertin est une langue qui présente une faible variété dialectale (si ce n'est des accents différents et des particularités mineures qui séparent les îles du Nord de celles du Sud), à l'exception toutefois de Banaba, dont la langue est également représentée à Rabi (Fidji). Un dialecte du gilbertin est également parlé à Nui (Tuvalu), peuplée par des Gilbertins qui semblent y avoir remplacé la population polynésienne initialement installée.
C'est une langue flexionnelle (avec davantage de suffixes que de préfixes) pour quelques catégories grammaticales mais où les particules (préposées pour l'essentiel) jouent un rôle non négligeable et qui pratique aussi une euphonie limitée. 13 lettres (et autant de phonèmes) : A, B, E, I, K, M, N, NG, O, R, T, U et W. Palatalisation du T devant I et devant U (dans certains accents régionaux). La graphie moderne a tendance à distinguer deux A différents, dont un précédé d'un W non prononcé, après B et M (exemple : mwaneaba au lieu de maneaba). L'ordre des mots est la plupart du temps de type VOS (Verbe-Objet-Sujet), avec un objet qui suit immédiatement le verbe. Exemples de phrases simples :
- e bati te aine (il y a beaucoup de femmes, verbe bati précédé d'un préfixe pronominal e, 'il/elle', et suivi de te, article, et de aine, 'femme', cognat de vahiné) ;
- I kana te ika (je mange du poisson, verbe kana précédé d'un préfixe pronominal I, en lettre capitale comme en anglais, ika poisson) ;
- e matu Nareau (Nareau dort, verbe matu précédé de e, Nareau divinité ancestrale gilbertine) ;
- antai aram? (quel est ton nom ?, de ara nom suivi du suffixe possessif -m, 'ton').

### Médias
La société publique de radiodiffusion Broadcasting and Publications Authority (BPA) gère Radio Kiribati, qui diffuse en gilbertin et atteint la majeure partie du pays. La BPA publie également un hebdomadaire d'information, Te Uekera, qui n'est toutefois distribué qu'à Tarawa.
Taotin Media, média privé, possède les deux seules chaînes de télévision du pays : Kiri One TV, qui diffuse en clair, et Wave TV, chaîne payante. Dotée de trois reporters, la chaîne Kiri One diffuse des programmes d'information, en gilbertin, du lundi au samedi. Les médias à la fois publics et privés font un usage important des réseaux sociaux, notamment de Facebook, même si l'accès à Internet est difficile ou inexistant au-delà de Tarawa et de l'île Kiritimati.

### Sports
En dehors des sports individuels comme l'athlétisme (biribiri) ou l'haltérophilie fort répandus, les sports collectifs pratiqués sont le football et le volley-ball. Cependant, les Kiribati n'ont à ce jour disputé que des matches dans des compétitions régionales (comme les Jeux du Pacifique). L'équipe nationale de football est associée à l'OFC. Il n'y a qu'un seul vrai stade avec gradins, le stade national situé à Bairiki (Tarawa-Sud).

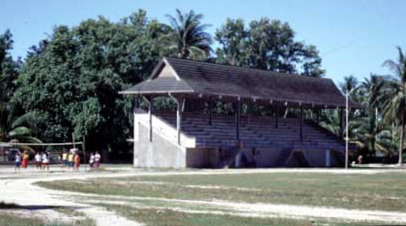
Stade national à Bairiki.

Fondé en 2002, le CNO nommé Kiribati National Olympic Committee est reconnu par le CIO l'année suivante. La première participation des Kiribati aux Jeux olympiques a lieu à Athènes lors des Jeux olympiques d'été de 2004. Suivent Pékin, Londres et Rio avec des athlètes uniquement en athlétisme et haltérophilie. L'haltérophile Meamea Thomas est le premier porte-drapeau olympique, Birima'aka Tekanene est quant à lui le président du CNO et Willy Uan le Secrétaire général.

### Hymne national
- Titre : Kunan Kiribati (Chanson des Kiribati).
- Compositeur : écrit et composé par Ioteba Tamuera Uriam
- Entré en vigueur en 1979.

### Fêtes et jours fériés
| Date        | Nom français                                 | Nom local  | Remarques (dates pour 2021)                                        |
| ----------- | -------------------------------------------- | ---------- | ------------------------------------------------------------------ |
| 1er janvier | Jour de l'An                                 |            |                                                                    |
| 12 mars     | Journée internationale des femmes            |            | décalée au vendredi suivant pour le pont.                          |
| variable    | Vendredi saint                               |            |                                                                    |
| variable    | Pâques                                       |            |                                                                    |
| variable    | Lundi de Pâques                              |            |                                                                    |
| 9 avril     | Journée nationale de la Santé                |            | décalée au vendredi suivant pour le pont.                          |
| 8 juillet   | Jour de l'évangile                           | Gospel Day | jeudi qui précède le week-end de la fête nationale.                |
| 9 juillet   | Jour de la culture nationale et des anciens  |            | vendredi qui précède le week-end de la fête nationale.             |
| 12 juillet  | Fête nationale                               |            | dure jusqu'au 13 juillet inclus, qualifié de Kiribati Special Day. |
| 6 août      | Journée de la Jeunesse et des Enfants        |            |                                                                    |
| 8 octobre   | Journée mondiale des enseignants             |            | décalée au vendredi suivant pour le pont.                          |
| 10 décembre | Journée internationale des droits de l'homme |            |                                                                    |
| 24 décembre | Jour en honneur de Noël                      |            |                                                                    |
| 25 décembre | Noël                                         | Kiritimati | ainsi que le 26 décembre pour le Boxing Day.                       |

## Fuseau horaire et drapeau
Les archipels chevauchent l'antiméridien, qui théoriquement détermine le changement de jour (la ligne de changement de date zigzague le long dudit antiméridien), de sorte qu'en 1995, en prévision du passage à l'an 2000 les autorités décidèrent de changer de fuseau horaire les deux archipels orientaux. Les Kiribati sont maintenant le seul pays au monde à faire partie du fuseau UTC+14. Il était auparavant coupé en deux et vivait sur deux dates simultanément, ce qui n'était pas toujours pratique pour les habitants. Le titre de « Kiribati espace-temps » est d'ailleurs celui donné, en 1988, à la monographie de Benoît Antheaume et Joël Bonnemaison, Atlas des îles et États du Pacifique sud). Au lieu d'être les derniers à quitter l'an 1999, les habitants des îles Gilbert (Kiribati) devinrent les premiers à entrer dans l'an 2000 puis, l'année suivante, dans le nouveau siècle et le nouveau millénaire.
Au passage, leur drapeau si évocateur montrant le soleil à l'horizon des vagues prend un sens symbolique qui l'assimile à Janus dont le double visage regarde à la fois le passé et l'avenir. Ce drapeau est basé sur les armoiries adoptées pour les îles Gilbert et Ellice en 1937, sur un dessin du commissaire-résident d'alors (1932), sir Arthur Francis Grimble. Il représente un soleil levant (otintaai), survolé par une frégate (te eitei), qui émerge des flots du Pacifique. Le soleil darde dix-sept rayons (les seize îles Gilbert et Banaba). Les flots du Pacifique sont coupés en trois parties, comme les trois archipels de l'État (Gilbert, Phœnix et îles de la Ligne). La frégate (Fregata minor), qui représente un messager traditionnel et respecté, est l'oiseau emblématique des Gilbertins.